# Панков Петро Олексійович
Петро Олексійович Панков (6 січня 1912, село Романова Балка, тепер Первомайського району Миколаївської області — 12 листопада 1987, місто Іллічівськ, тепер місто Чорноморськ Одеської області) — український радянський діяч, директор Шевченківської МТС Березівського району Одеської області, 1-й секретар Великомихайлівського районного комітету КПУ Одеської області. Депутат Верховної Ради УРСР 4—5-го скликань.

## Біографія
Член ВКП(б).
З 1940-х по 1958 рік — директор Шевченківської машинно-тракторної станції (МТС) Березівського району Одеської області.
У 1958—1962 роках — 1-й секретар Великомихайлівського районного комітету КПУ Одеської області.

## Нагороди
- орден Леніна (26.02.1958)
- ордени
- медалі